# Częściowa izometria
Częściowa izometria – operator ograniczony {\displaystyle T} na przestrzeni Hilberta o tej własności, że {\displaystyle T^{*}T} jest operatorem rzutowym, przy czym {\displaystyle T^{*}} oznacza operator sprzężony do {\displaystyle T.}

## Własności
Następujące warunki są równoważne
1. {\displaystyle T} jest częściową izometrią,
2. {\displaystyle TT^{*}T=T,}
3. {\displaystyle T^{*}TT^{*}=T^{*},}
4. {\displaystyle TT^{*}} jest operatorem rzutowym.

W szczególności, każda izometria oraz każdy (ograniczony) operator rzutowania jest częściową izometrią. Moduł wartości osobliwej częściowej izometrii na zespolonej przestrzeni Hilberta jest równy 0 lub 1 (por. rozkład według wartości osobliwych).